# Miloševo, Negotin
Miloševo (izvirno srbsko Милошево) je naselje v Srbiji, ki upravno spada pod Občino Negotin; slednja pa je del Borskega upravnega okraja.

## Demografija
V naselju živi 426 polnoletnih prebivalcev, pri čemer je njihova povprečna starost 46,7 let (44,6 pri moških in 48,6 pri ženskah). Naselje ima 176 gospodinjstev, pri čemer je povprečno število članov na gospodinjstvo 2,91.
To naselje je, glede na rezultate popisa iz leta 2002, večinoma srbsko.
|  |

| Demografija | Demografija     | Demografija     |
| Leto        | Št. prebivalcev | Št. prebivalcev |
| ----------- | --------------- | --------------- |
|             |                 |                 |
|             |                 |                 |
|             |                 |                 |
|             |                 |                 |
| 1948        | 790             |                 |
| 1953        | 800             |                 |
| 1961        | 775             |                 |
| 1971        | 813             |                 |
| 1981        | 903             |                 |
| 1991        | 913             | 640             |
| 2002        | 902             | 517             |
|             |                 |                 |

| Etnična sestava po popisu iz leta 2002 | Etnična sestava po popisu iz leta 2002 | Etnična sestava po popisu iz leta 2002 | Etnična sestava po popisu iz leta 2002 | Etnična sestava po popisu iz leta 2002 |
| -------------------------------------- | -------------------------------------- | -------------------------------------- | -------------------------------------- | -------------------------------------- |
| Srbi                                   | Srbi                                   |                                        | 405                                    | 78,33%                                 |
| Vlahi                                  | Vlahi                                  |                                        | 14                                     | 2,70%                                  |
| Romuni                                 | Romuni                                 |                                        | 4                                      | 0,77%                                  |
| Jugoslovani                            | Jugoslovani                            |                                        | 1                                      | 0,19%                                  |
| Neznano                                | Neznano                                |                                        | 92                                     | 17,79%                                 |